# Artabotrys fragrans
Artabotrys fragrans Ast – gatunek rośliny z rodziny flaszowcowatych (Annonaceae Juss.). Występuje naturalnie w Wietnamie oraz w południowo-zachodnich Chinach (w południowej części Junnanu). 

## Morfologia
PokrójZimozielone i zdrewniałe liany dorastające do 20 m wysokości.
LiścieMają kształt od podłużnego do lancetowato podłużnego. Mierzą 13–17 cm długości oraz 5–6 cm szerokości. Są mniej lub bardziej owłosione od spodu. Nasada liścia jest od ostrokątnej do rozwartej. Wierzchołek jest od tępego do krótko spiczastego. Ogonek liściowy jest owłosiony i dorasta do 5–8 mm długości.
KwiatySą pojedyncze lub zebrane po 2–3 w kwiatostany. Działki kielicha mają trójkątny kształt i są owłosione. Płatki są owłosione – zewnętrzne mają owalnie trójkątny kształt i osiągają do 14 mm długości, natomiast wewnętrzne są mniejsze. Kwiaty mają 4–7 nagich słupków o jajowatym kształcie.
OwoceTworzą owoc zbiorowy. Mają elipsoidalny kształt. Osiągają 4 cm długości oraz 2 cm średnicy, są nagie.

## Biologia i ekologia
Rośnie w lasach mieszanych. Występuje na wysokości do 1000 m n.p.m. Kwitnie od lipca do sierpnia, natomiast owoce pojawiają się od września do października.